# Karosa C 955
Les Karosa C 954 et C 955 (ou Irisbus Récréo en France) sont des autocars interurbains (pour les pays de l'Est) et de transport scolaire (pour la France) fabriqués et commercialisés par le constructeur tchèque Karosa, en collaboration avec Renault Véhicules Industriels ainsi qu'Iveco Bus, qui créeront la marque Irisbus. Ils sont produits de 2001 à 2007.
Tous les trois seront lancés avec un moteur Iveco ayant la norme européenne de pollution Euro 3 puis sera amélioré, au fil des années, jusqu'à la norme Euro 4.
Le Récréo / C 955 est basé sur le Karosa C 954. Ils remplacent les Karosa C 934 et Karosa Récréo C 935 ; ils seront tous remplacés par l'Irisbus New Récréo à la suite de la fusion de la marque Karosa à Iveco en 2006.

## Historique

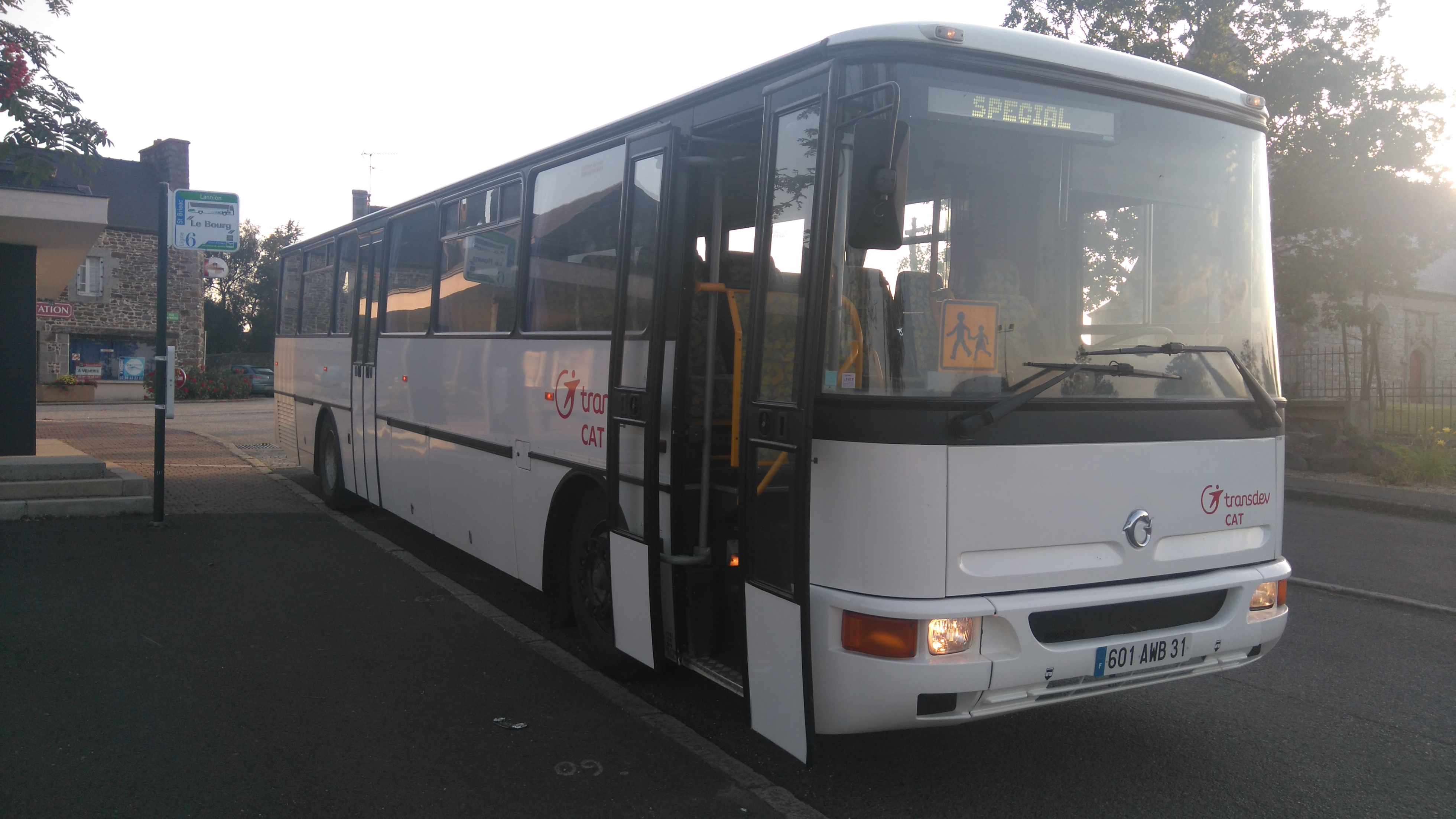
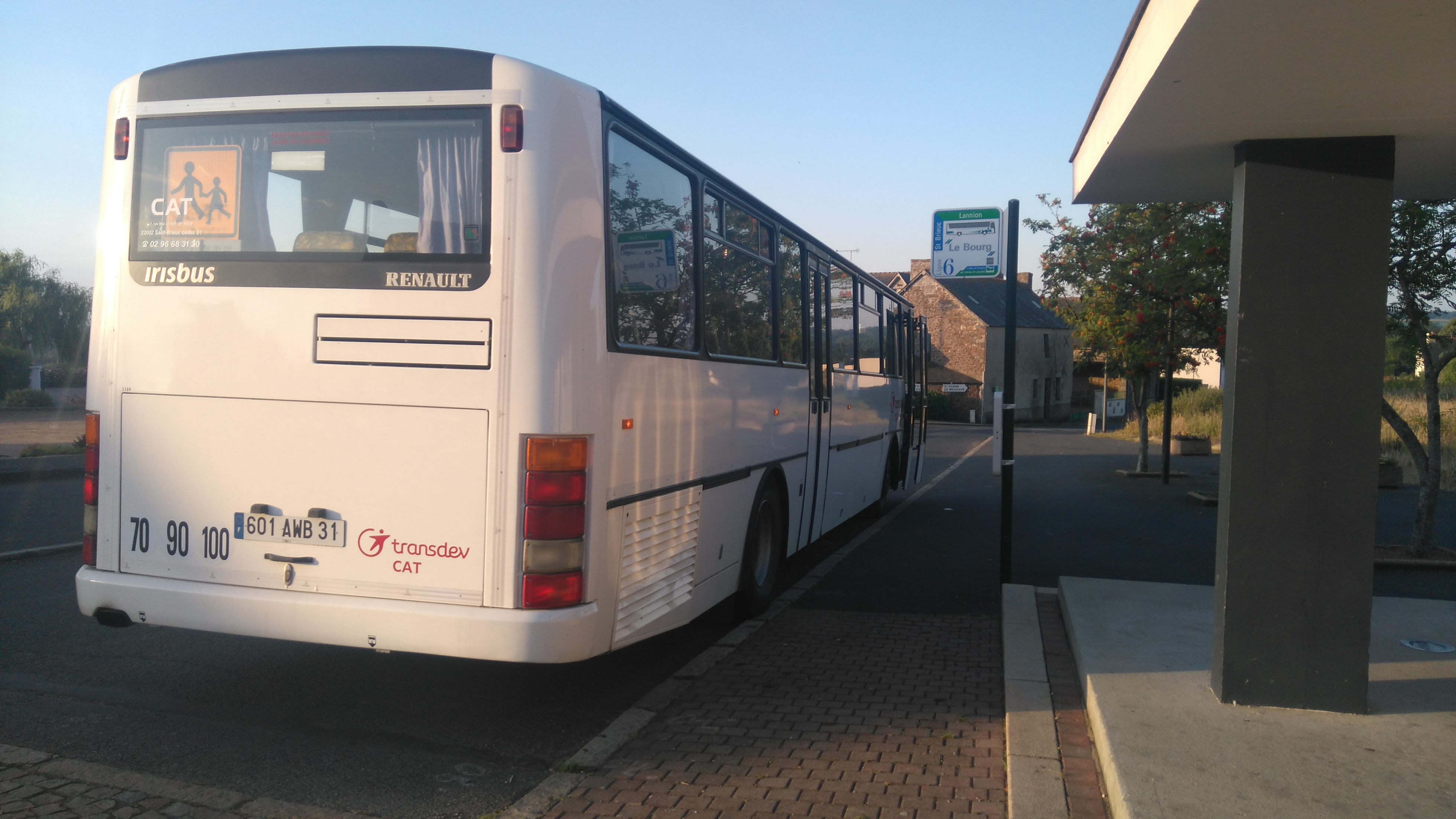
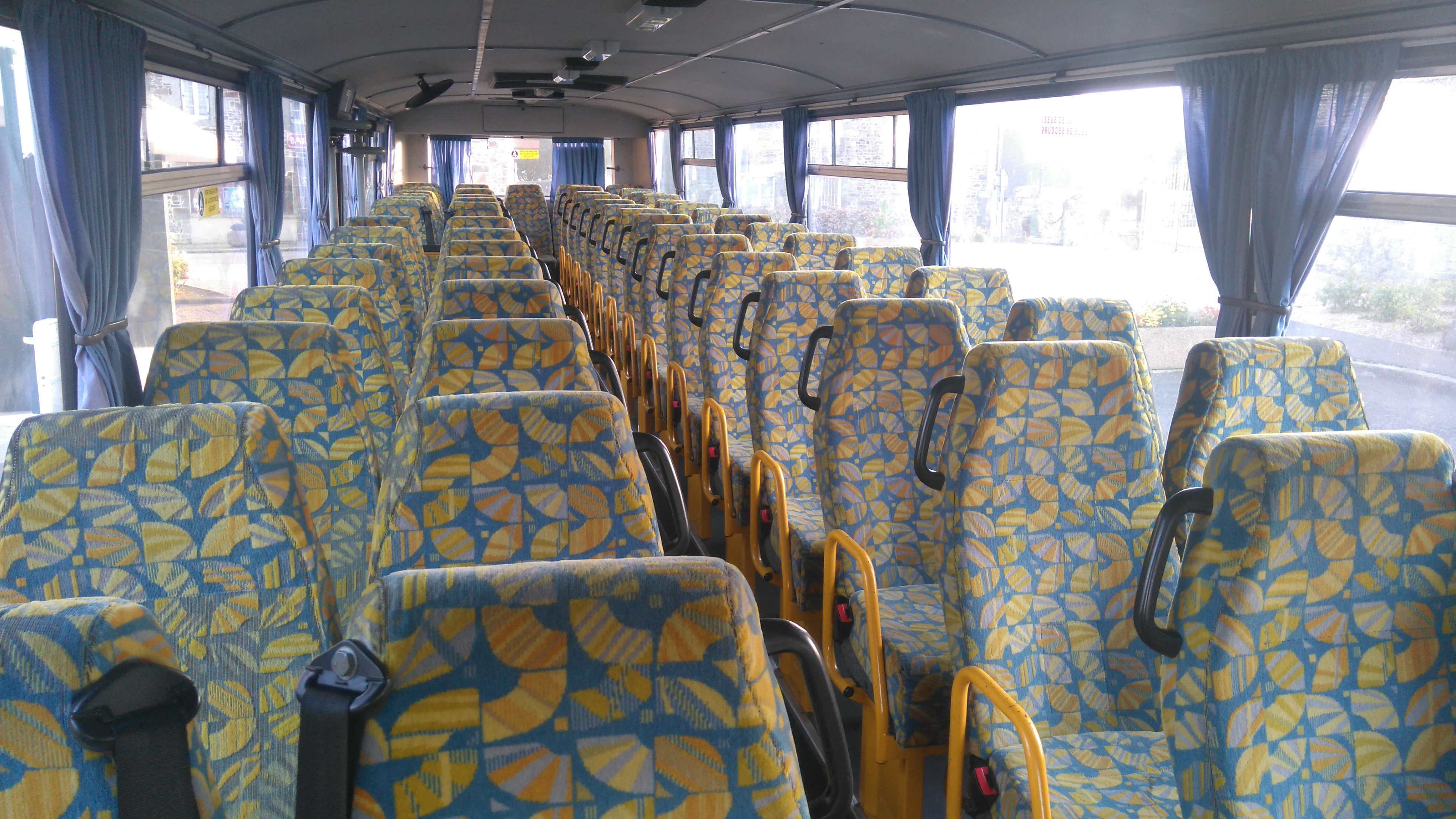
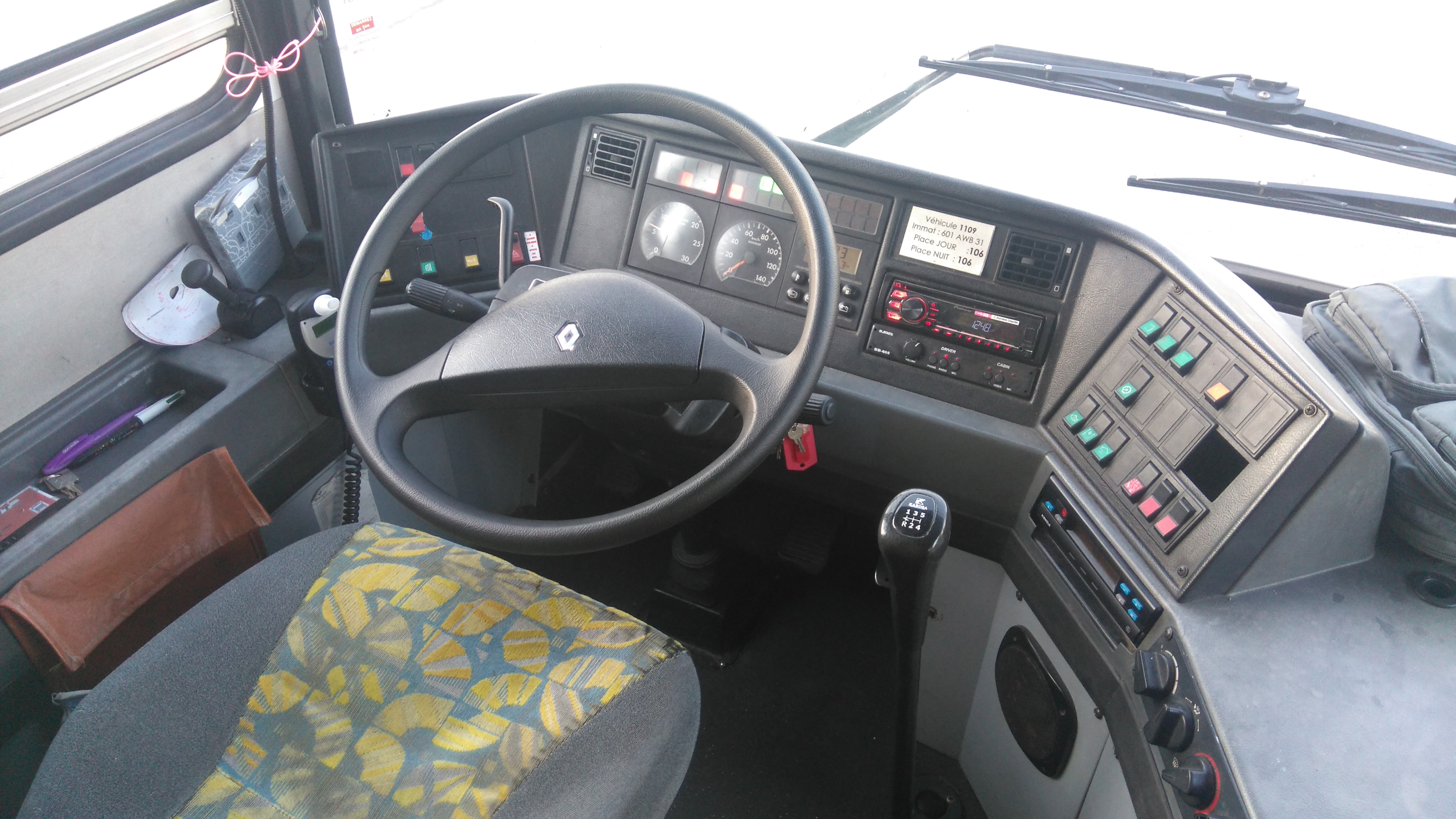

### Résumé des C 954, C 955 et Récréo
- 2001 : lancement des C 954 et C 955.
- 2002 : lancement du Récréo pour le marché français.
- Fin 2006 : arrêt définitif du C 955.
- Début 2007 : arrêt définitif du Récréo et du C 954.

| Générations                  | Production        | Dérivés de chez Karosa / Irisbus          | Modèles similaires    |
| ---------------------------- | ----------------- | ----------------------------------------- | --------------------- |
| Karosa C 954 (2001 - 2006)   | 1 642 exemplaires | Karosa C 955                              |                       |
| Karosa C 955 (2001 - 2006)   |                   | Karosa C 954 ; Karosa C 956               |                       |
| Irisbus Récréo (2002 - 2007) |                   | Irisbus Ares Liberto ; Irisbus Axer C 956 | Mercedes-Benz Conecto |

## Désignation des modèles
- C = interurbains (autocars).

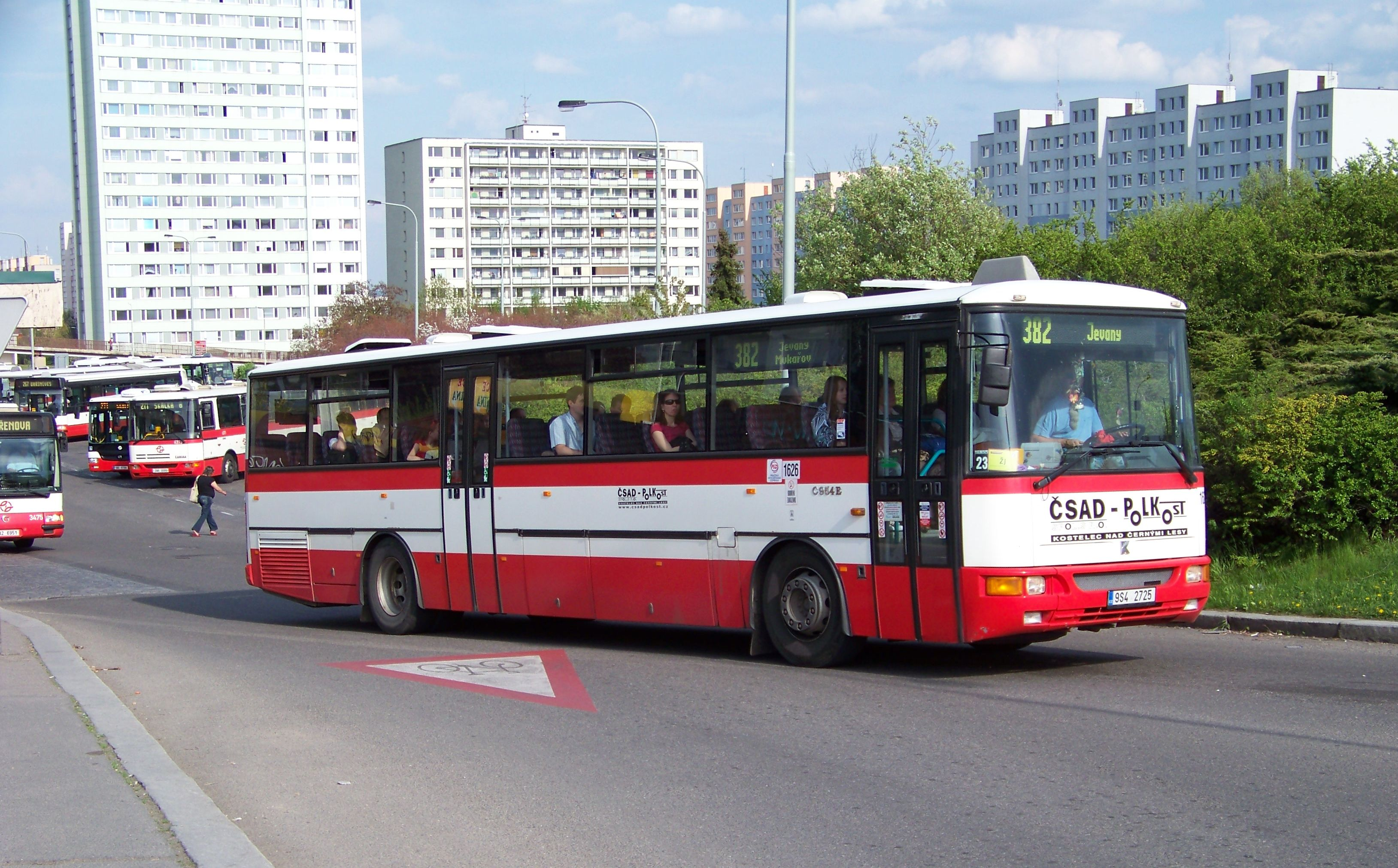
Karosa C 954E.

- 9 = numéro de la succursale (la nomenclature de produits d'ingénierie) du car.
- 5 = longueur : environ 12 m.
- 4 et 5 = longue distance avec une boîte manuelle et un plus grand espace bagages (ou les lignes pour les longs trajets).

## Générations
Les C 954, C 955 et Récréo ont été produits avec 2 génération de moteurs Diesel :
- Euro 3 : construit de 2002 à 2005.
- Euro 4 : construit de 2005 à 2007.

## Les différentes versions

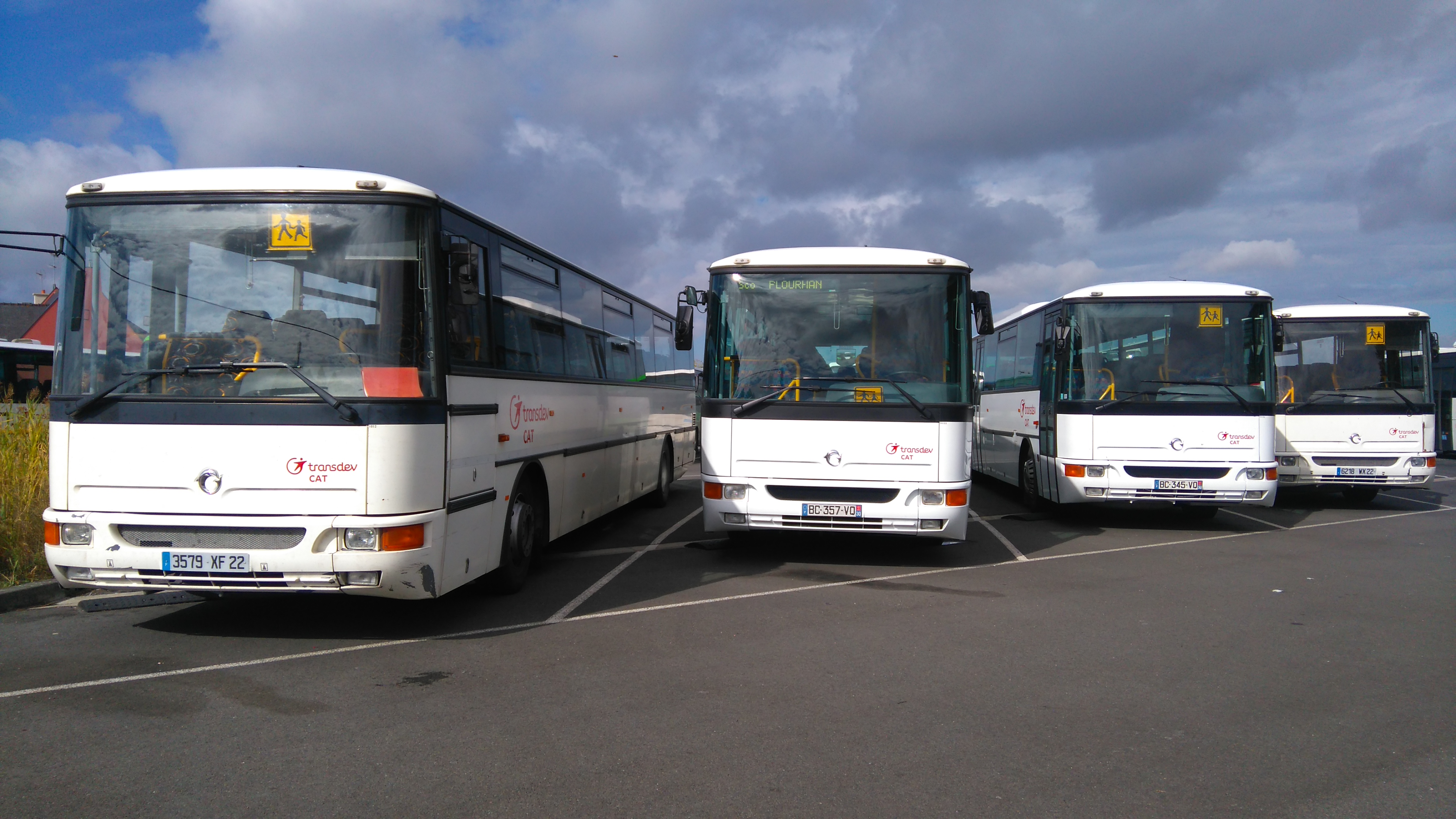
C 955.1071 Récréo

Extérieurement, ils sont pratiquement tous identiques. Les versions "Récréo" seront commercialisées dans leurs pays d'origine mais principalement en France. Les versions ".1073", ".1075" et ".1360" ne seront pas commercialisées en France.

### Karosa C 954
Il a été construit de 2001 à 2006. Contrairement aux C 955 et Récréo, le C 954 dispose d'un espace à l'intérieur, face à la porte arrière, pour placer une poussette ou un fauteuil roulant.
- C 954.1360 (2002-2003) : vitres jointées, une aération face arrière, longueur de 12 m.
- C 954E.1360 (2003-2006) : vitres collées, deux aération face arrière, longueur de 12 m.

### Karosa C 955
Il a été construit de 2001 à 2005.
- C 955.1071 Récréo : longueur de 12 m.
  - Phase I (2002-2003) : vitres jointées, une aération face arrière ;
  - Phase II (2004-2007) : vitres collées, deux aération face arrière.
- C 955.1073 (2001-2003) : vitres jointées, une aération face arrière, longueur de 12 m.
- C 955.1075 (2004-2006) : vitres collées, deux aération face arrière, longueur de 12 m.
- C 955.1077 Récréo : longueur de 12,72 m.

### Irisbus Récréo
Il a été construit de 2002 à 2007.
- C 955.1071 Récréo : longueur de 12 m.
  - Phase I (2002-2003) : vitres jointées, une aération face arrière ;
  - Phase II (2004-2007) : vitres collées, deux aération face arrière.
- C 955.1077 Récréo: longueur de 12,72 m.

## Caractéristiques

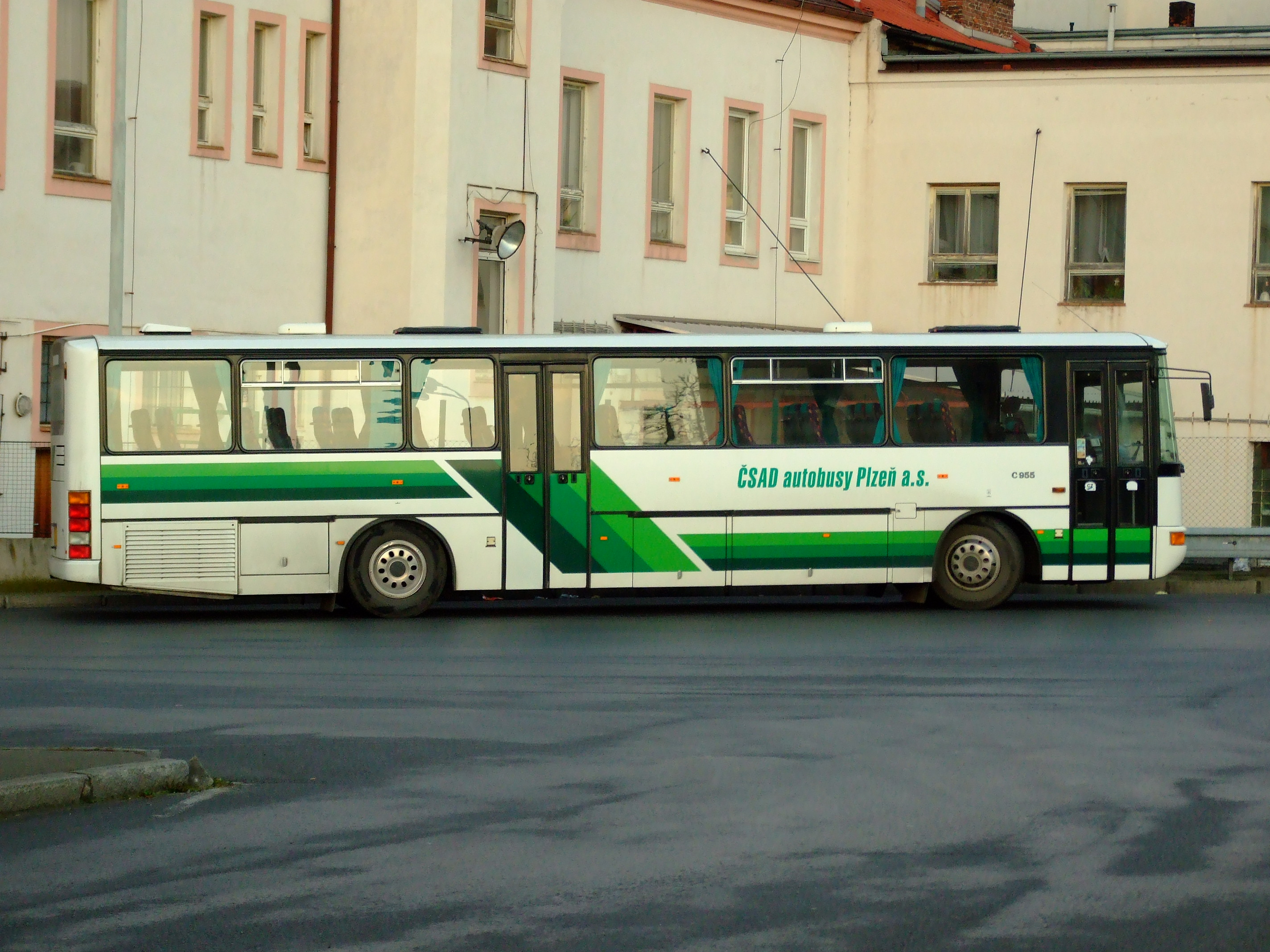
C 955.1073.

### Dimensions

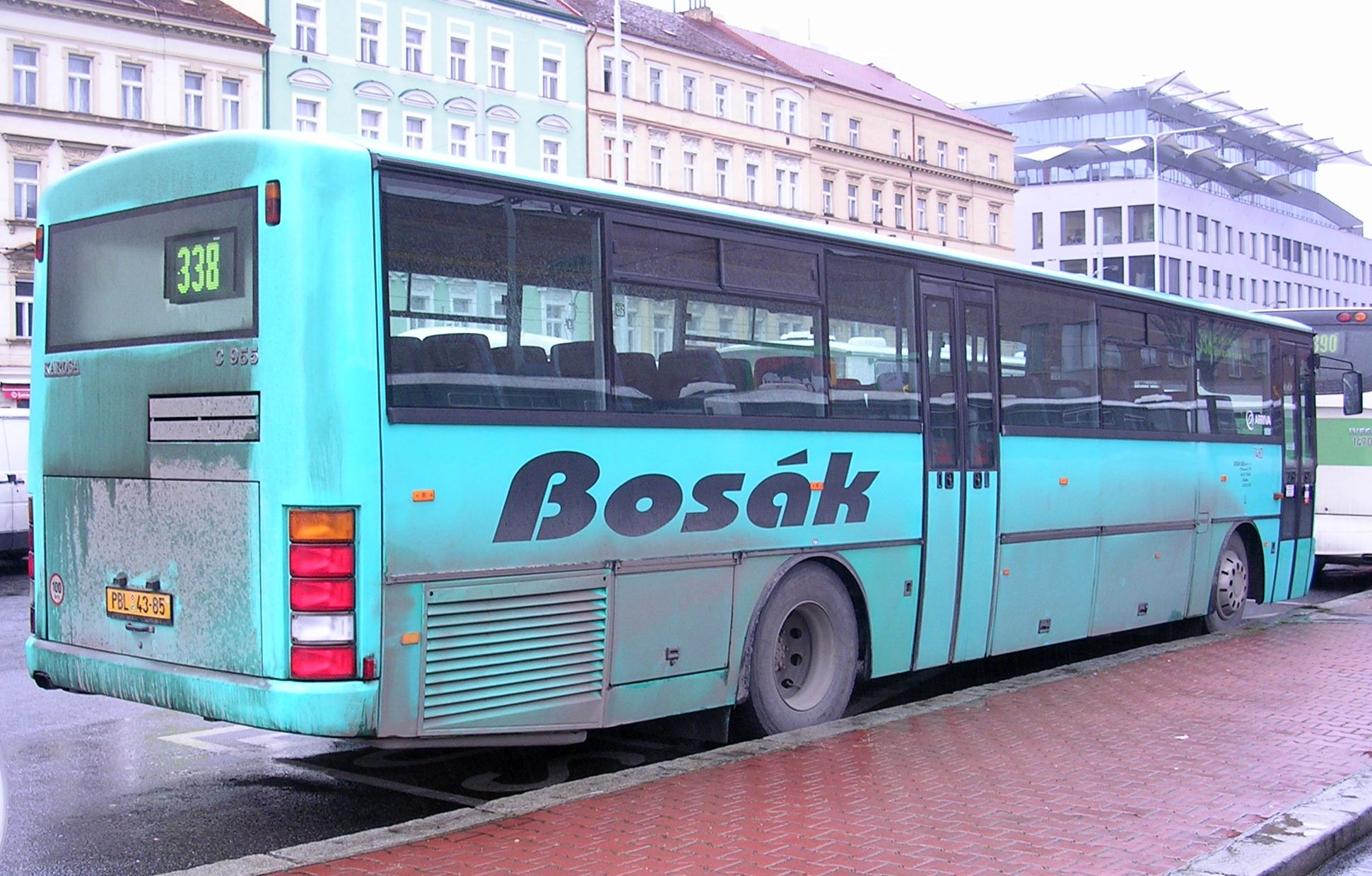
Vue arrière.

|                                    | Karosa C 954 / C 954E | Karosa C 955       | Irisbus Récréo 12m | Irisbus Récréo 12.8m |
| ---------------------------------- | --------------------- | ------------------ | ------------------ | -------------------- |
| Longueur                           | 11 990 mm             | 11 990 mm          | 11 990 mm          | 12 720 mm            |
| Largeur (sans rétroviseurs)        | 2 500 mm              | 2 500 mm           | 2 500 mm           | 2 500 mm             |
| Hauteur (sans climatisation)       | 3 165 mm              | 3 165 mm           | 3 165 mm           | 3 165 mm             |
| Empattement                        |                       |                    |                    |                      |
| Porte-à-faux                       |                       |                    |                    |                      |
| Rayon de braquage                  |                       |                    |                    |                      |
| Angle d’attaque / Fuite            |                       |                    |                    |                      |
| Masse à vide *                     | 10 800 kg             | 10 800 kg          | 11 400 kg          |                      |
| P.T.A.C.                           | 18 000 kg             | 18 000 kg          | 18 000 kg          | 18 000 kg            |
| Capacité : assis + debout = maxi * | 49 + 39 = 88          | 51 + 32 = 83       | 59 assis           | 63 assis             |
| Rangement                          | Soutes : 4 850 dm3    | Soutes : 5 130 dm3 | Soutes : 5 130 dm3 |                      |
| Portes                             | 2                     | 2                  | 2                  | 2                    |
| Hauteur du plancher                |                       |                    |                    |                      |
| Réservoir à combustible            |                       |                    |                    |                      |

* = variable selon l'aménagement intérieur.

### Chaîne cinématique

#### Moteur
Les C 954, C 955 et Récréo ont eu qu'une seule motorisation gazole.
- le Iveco Cursor 8 (Euro 3) six cylindres en ligne de 7,8 litres avec turbocompresseur. Il est positionné en position couché (cylindres à plat) dans le porte-à-faux arrière.

| Modèle                                   | Construction | Moteur + Nom                            | Norme Euro         | Cylindrée         | Performance                  | Couple               | Vitesse maxi* | Consommation + CO2    |
| Karosa C 954 (ZF manuelle 6)             | 2001 - 2003  | 6 cylindres en ligne Iveco Cursor 8 F2B | Euro 3             | 7 790 cm3 (7,8 l) | 228 kW (310 ch) à ... tr/min | ... N m à ... tr/min | 100 km/h*     | ... l/100 km ... g/km |
| Karosa C 954E (ZF manuelle 6)            | 2003 - 2006  | 6 cylindres en ligne Iveco Cursor 8 F2B | Euro 3 puis Euro 4 | 7 790 cm3 (7,8 l) | 228 kW (310 ch)              |                      | 100 km/h*     |                       |
| Karosa C 955 / Récréo (Praga manuelle 5) | 2001 - 2002  | 6 cylindres en ligne Iveco Cursor 8 F2B | Euro 3             | 7 790 cm3 (7,8 l) | 228 kW (310 ch)              |                      | 100 km/h*     |                       |
| Karosa C 955 / Récréo (ZF manuelle 6)    | 2002 - 2006  | 6 cylindres en ligne Iveco Cursor 8 F2B | Euro 3 puis Euro 4 | 7 790 cm3 (7,8 L) | 228 kW (310 ch)              |                      | 100 km/h*     |                       |
| Irisbus Récréo (ZF manuelle 6)           | 2002 - 2007  | 6 cylindres en ligne Iveco Cursor 8 F2B | Euro 3 puis Euro 4 | 7 790 cm3 (7,8 L) | 228 kW (310 ch)              |                      | 100 km/h*     |                       |

* Bridé électroniquement à 100 km/h.

#### Boite de vitesses
Ils seront équipés d'une boite de vitesses manuelle Praga à 5 rapports ou ZF à 6 rapports.
|        | Régime de ralenti | Vitesse de croisière | Vitesse maxi | Régime maxi  |
| ------ | ----------------- | -------------------- | ------------ | ------------ |
| Neutre | 500 tr/min        | -                    | -            |              |
| 1ère   | -                 | Au pas               |              | 2 500 tr/min |
| 2ème   | -                 |                      |              | 2 500 tr/min |
| 3ème   | -                 |                      |              | 2 500 tr/min |
| 4ème   | -                 |                      |              | 2 500 tr/min |
| 5ème   | -                 |                      |              | 2 500 tr/min |
| R      | -                 |                      |              |              |

|        | Régime de ralenti | Vitesse de croisière | Vitesse maxi | Régime maxi  |
| ------ | ----------------- | -------------------- | ------------ | ------------ |
| Neutre | 500 tr/min        | -                    | -            |              |
| 1re    | -                 | Au pas               |              | 2 700 tr/min |
| 2e     | -                 |                      |              | 2 700 tr/min |
| 3e     | -                 |                      |              | 2 700 tr/min |
| 4e     | -                 |                      |              | 2 700 tr/min |
| 5e     | -                 |                      |              | 2 700 tr/min |
| 6e     | -                 |                      |              | 2 700 tr/min |
| R      | -                 |                      |              |              |

### Mécanique

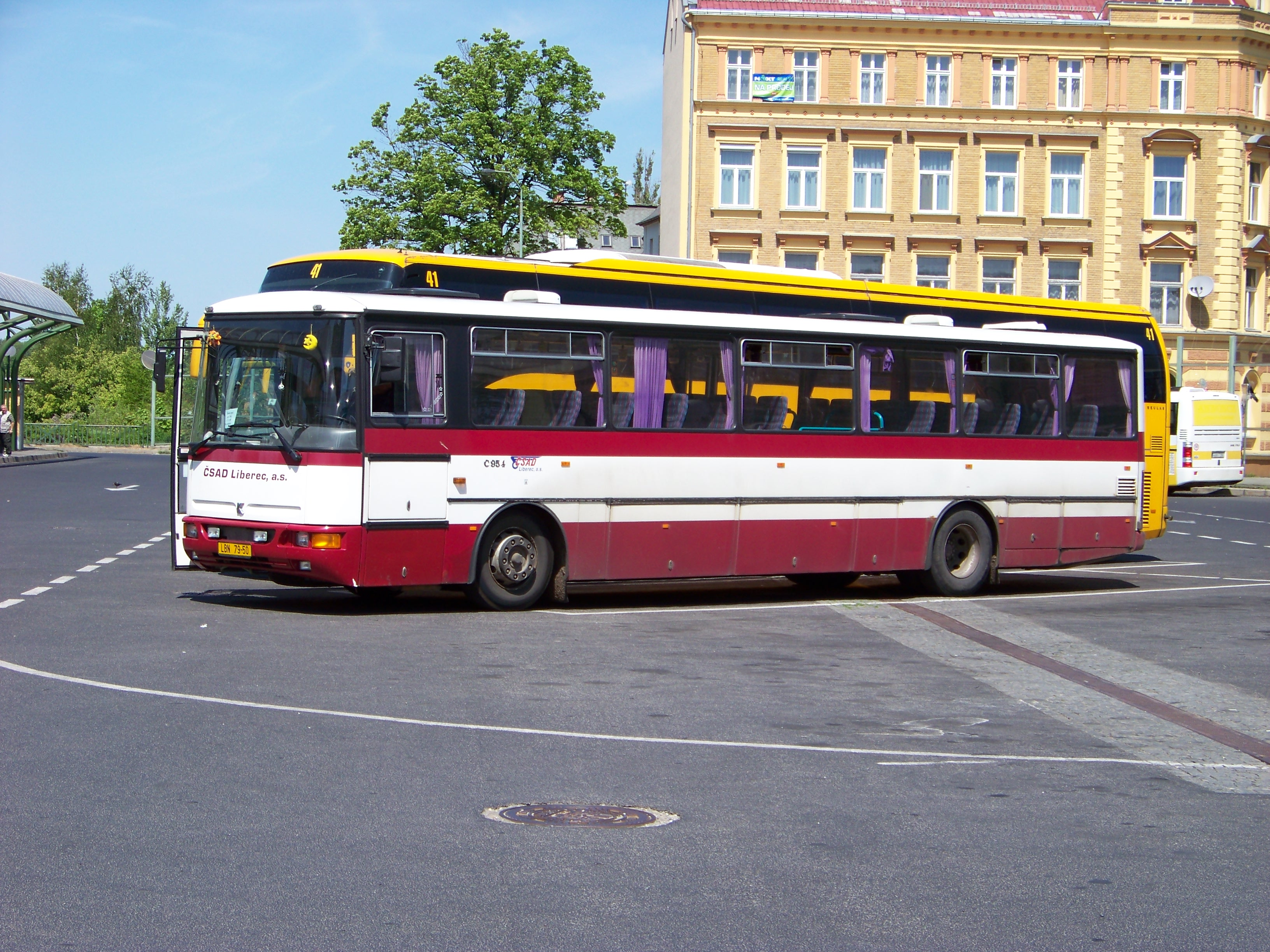
Un C 954.

### Châssis et carrosserie
Le châssis provient de la marque LIAZ. C'est une caisse autoportante faites de tubes en métal, identique au fameux Berliet PR 100, qui a une structure unique solidaire. Des tôles métalliques en alliage léger sont ensuite rivetée dessus ; le toit ainsi que les faces avant et arrière sont soudés à la structure puis les portes et les soutes sont assemblées. Le tout est ensuite plongé dans un bain cataphorétique puis peint à la couleur voulue. Vient ensuite l'assemblage des vitres, des pare-chocs qui sont eux en matériau composite (fibre de verre + résine polyester) et tous les autres éléments (moteur, aménagement intérieur, etc.). Les planchers (soutes et compartiment des passagers) sont eux des panneaux de fibres de bois à haute densité.